# Abia Akram

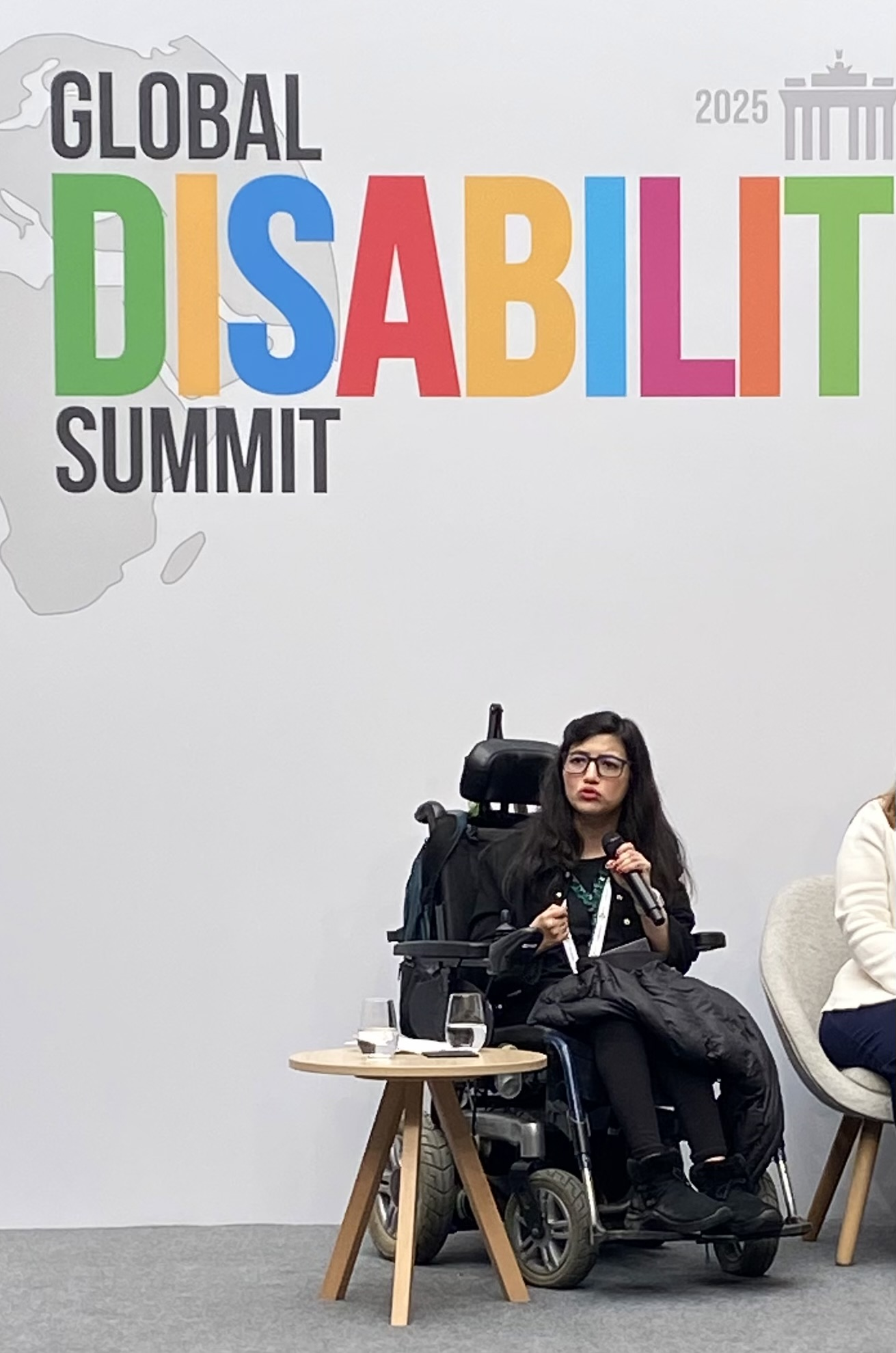
Abia Akram während des Global Disability Summit 2025 in Berlin

Abia Akram (geboren 1985) ist eine pakistanische Aktivistin für Behindertenrechte und Gründerin des Nationalen Forums für Frauen mit Behinderungen in Pakistan. Sie ist die erste Frau aus Pakistan und die erste behinderte Frau, die zur Koordinatorin des Commonwealth Young Disabled People's Forum ernannt wurde und gilt als führende Persönlichkeit in der Behindertenrechtsbewegung des Landes sowie in Asien und im Pazifikraum. Sie wurde von der BBC zu einer der 100 Frauen des Jahres 2021 ernannt. Akram wurde mit Rachitis geboren und kann ohne Rollstuhl weder gehen noch sich bewegen.

## Leben
Abia Akram wurde mit der seltenen Krankheit Rachitis geboren, die im Laufe des Lebens zu einer Erweichung und Schwächung der Knochen führt und sie körperlich behindert. Sie nutzt einen Rollstuhl und begann ihre Ausbildung in einer Schule für behinderte Menschen. An dieser Schule erfuhr Akram eine besondere Behandlung aufgrund ihrer Behinderung durch das Lehrpersonal und erkannte, dass Lehrende und Schüler eine bessere Ausbildung für die Arbeit mit behinderten Kindern benötigten.

„Menschen mit Behinderungen sind nicht besonders. Sie sind menschliche Wesen und müssen gleich behandelt werden. Kinder mit Behinderungen, die einen Rollstuhl nutzen, sollten diesen benutzen dürfen, da er ihnen die Unabhängigkeit gibt, ihren eigenen Weg zu gehen. Sie betrachten behinderte Menschen als behindert, aber es ist einfach nur ein anderer Lebensstil.“

Im Alter von sieben Jahren bat Akram ihre Eltern, bei einem Onkel leben zu dürfen, damit sie eine normale Schule besuchen konnte, die auch für ihren Rollstuhl einigermaßen zugänglich war. Abia Akram studierte in Japan und Großbritannien und ist die erste behinderte Frau aus Pakistan, die das Chevening-Stipendium der britischen Regierung erhalten hat. Sie absolvierte von 2011 bis 2012 ein Postgraduiertenstudium in Gender und internationaler Entwicklung an der University of Warwick.

## Wirken
Abi Akram setzt sich für Veränderungen ein, indem sie veraltete Vorstellungen von Behinderung aufbricht. Darüber hinaus ist sie Ko-Vorsitzende von Asia Pacific Women with Disabilities United und widmet einen Großteil ihrer Zeit der Aus- und Weiterbildung von Frauen mit Behinderungen, um ihr Selbstvertrauen.
Im Kampf, behinderten Frauen eine Stimme zu geben, hat Abia Akram Lobbyarbeit bei Parlamentariern und hochrangigen UN-Vertretern geleistet. Ihr Fokus liegt auf der Entwicklung von Advocacy-Strategien und dem bilden von Netzwerken auf UN-Ebene in Bezug auf die UN-Konvention über die Rechte von Menschen mit Behinderungen und inklusive Entwicklung. Sie koordiniert auch die Bemühungen um die Einbeziehung von behinderten Menschen in die Umsetzung der Agenda 2030 der Vereinten Nationen.
Akram gründete das Zentrum für unabhängiges Leben mit dem Special Talent Exchange Program (STEP), die Task Force Altern und Behinderung, das Commonwealth Young Disabled People Forum und ist Vorsitzende des Global Youth Council UNICEF-NY. Außerdem ist sie Co-Koordinatorin der Asia Pacific Women with Disabilities United und Koordinatorin der South Asia Disability and Development Initiative (SADDI).

### Nationales Forum für Frauen mit Behinderungen
Abia Akram gründete 1997 die Organisation Nationales Forum für Frauen mit Behinderungen mit dem Ziel, Mädchen und Frauen mit Behinderung zu ermutigen, für ihre Rechte zu kämpfen. Viele von ihnen werden vernachlässigt und sind dreimal so häufig von häuslicher oder sexueller Gewalt betroffen, wie andere Frauen. Die Selbstmordrate unter ihnen ist hoch. „Nur wer die Chance hat, eine Ausbildung zu machen und Arbeit zu bekommen, kann selbstbestimmt leben“. Die Organisation schult behinderte Frauen und Institutionen vor Ort, setzt sich für gleichberechtigten Zugang zu Bildung ein und organisiert Konferenzen um behinderten Frauen  Führungsqualitäten zu vermitteln. Ziel ist der Aufbau von Kapazitäten in Organisationen, um ihre Politik und Denkweise zu ändern, und die Durchführung von Schulungen, um zu vermitteln, wie behinderte Menschen einbezogen werden können. Das Nationale Forum für Frauen mit Behinderungen setzt sich für die Umsetzung des UN-Übereinkommens über die Rechte von Menschen mit Behinderungen und die inklusive Entwicklung ein.
Akram setzt sich nicht nur für die Rechte von Menschen mit Behinderungen ein, sondern arbeitet auch mit politischen Entscheidungsträgern im öffentlichen, privaten und Entwicklungssektor zusammen, um Menschen mit Behinderungen in die Prozesse einzubeziehen.

„Ich dachte, Behinderung sei etwas Negatives. Als ich mich der Behindertenbewegung anschloss, lernte ich, dass eine Behinderung nur ein anderer Lebensstil ist. Sie ist keine Krankheit. Ich muss meine Behinderung akzeptieren, nicht nur für mich, sondern für Millionen von Frauen mit Behinderungen in Pakistan und auf der ganzen Welt. Ich habe die Verantwortung, etwas für Frauen mit Behinderungen auf der ganzen Welt zu tun, vor allem bei der Ausbildung für Führungsaufgaben.“

Während der Flutkatastrophe in Pakistan 2010 war Akram Koordinatorin der Ageing and Disability Task Force und sorgte dafür, dass behinderte Menschen Teil der humanitären Nothilfe der UN waren.

### Hintergründe
Frauen haben ein erhöhtes Risiko, eine Behinderung zu bekommen und die Weltgesundheitsorganisation schätzt, dass 15 % der Weltbevölkerung eine Behinderung haben. Weltweit hat etwa jede fünfte Frau eine Behinderung. Zum Vergleich: Bei den Männern ist es jeder Achte. In Ländern mit niedrigem und mittlerem Einkommen ist die Situation noch ausgeprägter, hier sind drei Viertel aller Behinderte Frauen.
Diskriminierung und Vernachlässigung im Gesundheitswesen, schlechte Arbeitsbedingungen und geschlechtsspezifische Gewalt werden von der Internationalen Arbeitsorganisation als Hauptursachen für Behinderungen bei Frauen genannt. Aufgrund fehlender flächendeckender Gesundheitsversorgung, kann es vorkommen, dass eine Familie der Gesundheit eines Jungen Vorrang vor der eines Mädchens einräumt. Auch mit jeder Geburt eines Kindes erhöht sich das Risiko einer Behinderung für Frauen.

„Eine Frau in einem Entwicklungsland ist bereits aufgrund ihres Geschlechts mit vielen Herausforderungen konfrontiert. Frauen mit Behinderungen können doppelt oder sogar dreifach so stark diskriminiert werden wie Männer mit Behinderungen. Für manche gibt es keine Beschäftigungsmöglichkeiten, sie dürfen nicht hinausgehen und einen Beitrag zur Gesellschaft leisten, nicht heiraten und keine Familie gründen. Sie werden versteckt, und manche Familien geben viel Geld aus, um die Behinderung zu heilen.“

Die Landesdirektorin von Sightsavers, Syeda Munazza Gillani, sagte, dass vielen Menschen mit Behinderungen ihre grundlegenden Menschenrechte vor allem während der Pandemie verweigert worden seien. Abia Akram sagt dazu auf der BBC 100 Women Seite: „Um die Welt nach der Covid-19-Pandemie neu zu ordnen, müssen wir gemeinsam handeln, um alle Aspekte unserer Gesellschaften zu verbessern, auf denen die 'neue Normalität' aufgebaut werden soll. Das Ergebnis sollte eine weitaus inklusivere Entwicklung sein.“

## Auszeichnungen
- 2021: Liste der 100 Frauen des Jahres 2021 (BBC)

## Publikationen
Beiträge
- mit Marva Khan, Muhammad Atif Sheikh: Accessible ICT as a Ray of Hope for Disability Rights in Pakistan. In: Michael Ashley Stein and Jonathan Lazar: Accessible Technology and the Developing World. Oxford Scholarship 2021, ISBN 978-0-19884-641-3.